# Panamerikanische Spiele 2023/Karate
Bei den Panamerikanischen Spielen 2023 in der chilenischen Hauptstadt Santiago de Chile fanden vom 3. bis 5. November 2023 im Karate insgesamt zwölf Wettbewerbe statt, davon je sechs bei den Männern und bei den Frauen. Austragungsort war die Polideportivo Villa El Salvador.

## Bilanz

### Medaillenspiegel
| Platz  | Land                       | Gold | Silber | Bronze | Gesamt |
| ------ | -------------------------- | ---- | ------ | ------ | ------ |
| 1      | Chile                      | 3    | 1      | 1      | 5      |
| 2      | Vereinigte Staaten         | 3    | —      | 2      | 5      |
| 3      | Venezuela                  | 2    | 1      | 2      | 5      |
| 4      | Brasilien                  | 1    | 1      | 4      | 6      |
| 5      | Ecuador                    | 1    | 1      | —      | 2      |
| 5      | Mexiko                     | 1    | 1      | —      | 2      |
| 7      | Puerto Rico                | 1    | —      | —      | 1      |
| 8      | Kolumbien                  | —    | 3      | 3      | 6      |
| 9      | Kuba                       | —    | 2      | —      | 2      |
| 10     | Kanada                     | —    | 1      | 2      | 3      |
| 11     | Peru                       | —    | 1      | —      | 1      |
| 12     | Unabhängiges Athleten-Team | —    | —      | 3      | 3      |
| 13     | Argentinien                | —    | —      | 2      | 2      |
| 13     | Dominikanische Republik    | —    | —      | 2      | 2      |
| 15     | Aruba                      | —    | —      | 1      | 1      |
| 15     | El Salvador                | —    | —      | 1      | 1      |
| 15     | Panama                     | —    | —      | 1      | 1      |
| Gesamt | Gesamt                     | 12   | 12     | 24     | 48     |

### Medaillengewinner
Männer
| Disziplin  | Gold             | Silber            | Bronze                                |
| ---------- | ---------------- | ----------------- | ------------------------------------- |
| Kata       | Ariel Torres     | Cleiver Leocadio  | Luca Impagnatiello Larry Aracena      |
| Bis 60 kg  | Enrique Villalón | Brayan Díaz       | Douglas Brose Juan Fernández          |
| Bis 67 kg  | Andrés Madera    | Tomás Freire      | Camilo Velozo Alberto Gálvez          |
| Bis 75 kg  | Thomas Scott     | Carlos Villarreal | Allan Maldonado Juan Felipe Landazuri |
| Bis 84 kg  | José Acevedo     | Rubén Henao       | Jorge Merino Saisheren Senpon         |
| Über 84 kg | Rodrigo Rojas    | Lucas Fernandes   | Giovani Salgado Rob Timmermans        |

Frauen
| Disziplin  | Gold              | Silber           | Bronze                            |
| ---------- | ----------------- | ---------------- | --------------------------------- |
| Kata       | Sakura Kokumai    | Valentina Zapata | Claudia Laos-Loo Andrea Armada    |
| Bis 50 kg  | Yorgelis Salazar  | Yamina Lahyanssa | Bárbara Morales Yamila Benítez    |
| Bis 55 kg  | Valentina Toro    | Baurelys Torres  | Kelly Fernandes Geraldine Peña    |
| Bis 61 kg  | Janessa Fonseca   | Alexandra Grande | Claudymar Garcés María Renée Wong |
| Bis 68 kg  | Bárbara Rodrigues | Wendy Mosquera   | Melissa Bratic Skylar Lingl       |
| Über 68 kg | Guadalupe Quintal | Valeria Echever  | Brenda Padilha Pamela Rodríguez   |